# 加爾瓦鎮區 (伊利諾伊州亨利縣)
加爾瓦鎮區（英語：Galva Township）是位於美國伊利諾伊州亨利縣的一個行政鎮區。

## 地方資料
根據2010年美國人口普查的數據，加爾瓦鎮區的面積為88.80平方千米，當中陸地面積為88.77平方千米，而水域面積為0.03平方千米。當地共有人口2745人，而人口密度為每平方千米30.91人。